# 林大展
林大展（1996年12月19日—），為台灣棒球選手，目前擔任中華職棒台鋼雄鷹二軍體能兼跑壘教練。球員時期曾效力於中華職棒樂天桃猿，守備位置為內野手。於2018年季中選秀落選被Lamigo桃猿以自主培訓球員簽下。父親同為台鋼雄鷹二軍總教練林振賢。

## 經歷
- 高雄市文德國小
- 高雄市立五福國民中學青少棒隊
- 桃園市立平鎮高級中等學校青棒隊
- 中華職棒Lamigo桃猿自行培訓（2016年-2018年）
- 中華職棒Lamigo桃猿自主培訓（2018年-2019年）
- 中華職棒Lamigo桃猿（2019年）
- 中華職棒樂天桃猿（2020年）
- 成吉思汗健身俱樂部健身教練（2021年－）
- 中華職棒台鋼雄鷹一軍體能教練（2024年）
- 中華職棒台鋼雄鷹二軍體能兼跑壘教練（2025年－）

## 外部連結
- 林大展在台灣棒球維基館上的頁面（繁體中文）
- 球員資訊和成績在中華職棒官網（中文）